# Він Бейкер
Вінсент Ламонт «Він» Бейкер (англ. Vincent Lamont "Vin" Baker, нар. 23 листопада 1971, Лейк-Вейлс, Флорида, США) — американський професіональний баскетболіст, що грав на позиціях важкого форварда і центрового за низку команд НБА. Гравець національної збірної США. Олімпійський чемпіон 2000 року. З 2019 року — асистент головного тренера команди НБА «Мілвокі Бакс».

## Ігрова кар'єра
Починав грати в баскетбол у команді Олд-Сейбрукської старшої школи (Олд-Сейбрук, Коннектикут). На університетському рівні грав за команду Гартфорд (1989—1993). На останньому курсі набирав 28,3 очка за гру. За час перебування в університеті набрав 2238 очок, що досі є найкращим результатом в історії закладу.
1993 року був обраний у першому раунді драфту НБА під загальним 8-м номером командою «Мілвокі Бакс», кольори якої захищав протягом 4 сезонів.
З 1997 по 2002 рік грав у складі «Сіетл Суперсонікс».
2002 року разом з Шаммондом Вільямсом перейшов до «Бостон Селтікс» в обмін на Кенні Андерсона, Віталія Потапенка та Джозефа Форте. У Бостоні проявились наслідки зловживання ним алкоголем. Він погладшав та важив 130 кг. Головний тренер команди Джим О'Браєн, відчувши на тренуванні запах алкоголю від Бейкера, посварився з ним, а згодом клуб відрахував гравця зі складу.
Наступною командою в кар'єрі гравця була «Нью-Йорк Нікс», за яку він відіграв сезон 2004—2005.
24 лютого 2005 року разом з Мучі Норрісом був обміняний на Моріса Тейлора до «Х'юстон Рокетс». 7 жовтня 2005 року був відрахований з клубу.
Останньою ж командою в кар'єрі гравця стала «Лос-Анджелес Кліпперс», до складу якої він приєднався 2006 року і за яку відіграв лише частину сезону, як резервний гравець.
1 жовтня 2016 року підписав контракт з «Міннесота Тімбервулвз», однак вже 13 листопада клуб відрахував його зі складу команди. Таким чином Бейкер не встиг зіграти жодного матчу за «Міннесоту».

## Після НБА
З 2017 по 2019 рік працював телеведучим на каналі Fox Sports.

## Статистика виступів в НБА
|  | Лідер ліги |

### Регулярний сезон
| Сезон              | Команда                 | GP  | GS  | MPG  | FG%  | 3P%  | FT%   | RPG  | APG | SPG | BPG | PPG  |
| ------------------ | ----------------------- | --- | --- | ---- | ---- | ---- | ----- | ---- | --- | --- | --- | ---- |
| 1993–94            | «Мілвокі Бакс»          | 82  | 63  | 31.2 | .501 | .200 | .569  | 7.6  | 2.0 | .7  | 1.4 | 13.5 |
| 1994–95            | «Мілвокі Бакс»          | 82  | 82  | 41.0 | .483 | .292 | .593  | 10.3 | 3.6 | 1.0 | 1.4 | 17.7 |
| 1995–96            | «Мілвокі Бакс»          | 82  | 82  | 40.5 | .489 | .208 | .670  | 9.9  | 2.6 | .8  | 1.1 | 21.1 |
| 1996–97            | «Мілвокі Бакс»          | 78  | 78  | 40.5 | .505 | .278 | .687  | 10.3 | 2.7 | 1.0 | 1.4 | 21.0 |
| 1997–98            | «Сіетл Суперсонікс»     | 82  | 82  | 35.9 | .542 | .143 | .591  | 8.0  | 1.9 | 1.1 | 1.0 | 19.2 |
| 1998–99            | «Сіетл Суперсонікс»     | 34  | 31  | 34.2 | .453 | .000 | .450  | 6.2  | 1.6 | .9  | 1.0 | 13.8 |
| 1999–00            | «Сіетл Суперсонікс»     | 79  | 75  | 36.1 | .455 | .250 | .682  | 7.7  | 1.9 | .6  | .8  | 16.6 |
| 2000–01            | «Сіетл Суперсонікс»     | 76  | 27  | 28.0 | .422 | .063 | .723  | 5.7  | 1.2 | .5  | 1.0 | 12.2 |
| 2001–02            | «Сіетл Суперсонікс»     | 55  | 41  | 31.1 | .485 | .125 | .633  | 6.4  | 1.3 | .4  | .7  | 14.1 |
| 2002–03            | «Бостон Селтікс»        | 52  | 9   | 18.1 | .478 | .000 | .673  | 3.8  | .6  | .4  | .6  | 5.2  |
| 2003–04            | «Бостон Селтікс»        | 37  | 33  | 27.0 | .505 | .000 | .732  | 5.7  | 1.5 | .6  | .6  | 11.3 |
| 2003–04            | «Нью-Йорк Нікс»         | 17  | 0   | 18.4 | .404 | .500 | .711  | 4.1  | .7  | .4  | .5  | 6.6  |
| 2004–05            | «Нью-Йорк Нікс»         | 24  | 0   | 8.0  | .342 | .000 | .467  | 1.5  | .4  | .1  | .2  | 1.4  |
| 2004–05            | «Х'юстон Рокетс»        | 3   | 0   | 4.3  | .000 | .000 | 1.000 | .7   | .3  | .0  | .0  | .7   |
| 2005–06            | «Лос-Анджелес Кліпперс» | 8   | 1   | 10.6 | .467 | .000 | .722  | 2.4  | .5  | .5  | .5  | 3.4  |
| Усього за кар'єру  | Усього за кар'єру       | 791 | 604 | 32.5 | .485 | .215 | .638  | 7.4  | 1.9 | .7  | 1.0 | 15.0 |
| В іграх усіх зірок | В іграх усіх зірок      | 4   | 0   | 17.5 | .419 | .000 | .750  | 6.0  | .7  | .5  | .2  | 8.7  |

### Плей-оф
| Сезон             | Команда             | GP | GS | MPG  | FG%  | 3P%   | FT%  | RPG | APG | SPG | BPG | PPG  |
| ----------------- | ------------------- | -- | -- | ---- | ---- | ----- | ---- | --- | --- | --- | --- | ---- |
| 1998              | «Сіетл Суперсонікс» | 10 | 10 | 37.1 | .530 | .000  | .421 | 9.4 | 1.8 | 1.8 | 1.5 | 15.8 |
| 2000              | «Сіетл Суперсонікс» | 5  | 4  | 35.4 | .400 | .000  | .588 | 7.6 | 2.0 | 1.0 | .4  | 14.0 |
| 2002              | «Сіетл Суперсонікс» | 5  | 4  | 28.8 | .500 | 1.000 | .778 | 5.0 | .8  | .6  | 1.2 | 13.2 |
| 2004              | «Нью-Йорк Нікс»     | 4  | 0  | 14.3 | .571 | .000  | .667 | 3.0 | .3  | .8  | .5  | 5.5  |
| Усього за кар'єру | Усього за кар'єру   | 24 | 18 | 31.2 | .491 | .500  | .534 | 7.0 | 1.4 | 1.2 | 1.0 | 13.2 |

## Особисте життя
Одружений, виховує чотирьох дітей. Володіє неприбутковою організацією під назвою Stand Tall Foundation, яка через благодійні організації фінансово допомагає дітям, які прагнуть кращого майбутнього.
2014 року разом з Деннісом Родманом взяв участь у товариському матчі між командою Родмана та збірною Північної Кореї на честь дня народження Кім Чен Ина.